# 훈1등 욱일대수장

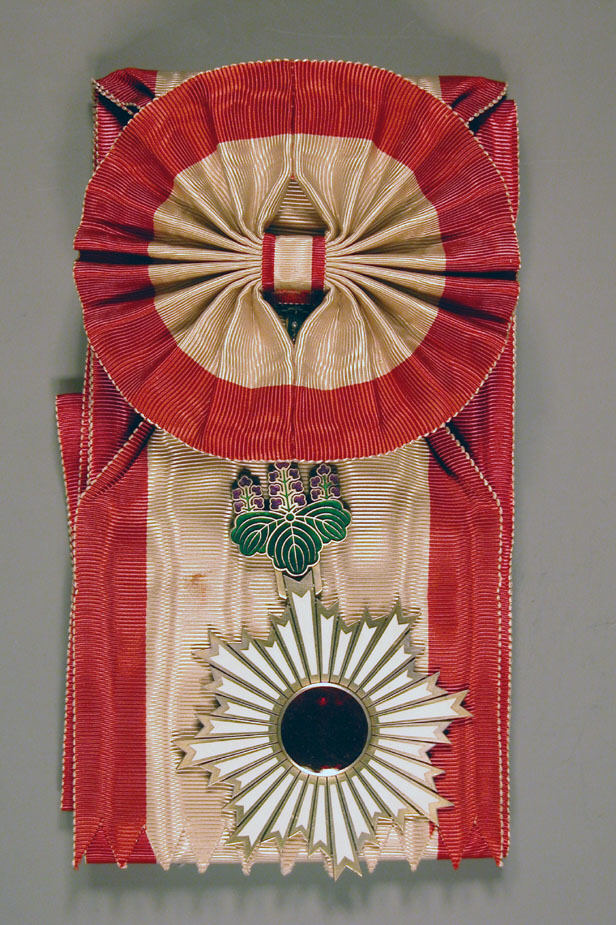

훈1등 욱일대수장(勲一等旭日大綬章)은 일본의 훈장 중 하나이다. 1875년 4월 10일, 훈장 제정건(1875년 태정관 포고 제54호)에 따라 제정되었다. 대수(大綬, 어깨에 패용하는 넓적한 끈)를 오른쪽 어깨에서 왼쪽 겨드랑이로 내리고, 부장(副章, 훈이등 욱일중광장의 정장과 같은)을 왼쪽 가슴에 패용한다. 2003년 11월 3일에 한자 숫자에 의한 훈등 표시가 폐지되고 이날 이후에 수여되는 것은 욱일대수장으로 바뀌었다.

## 주요 수상자
| 수상자                           | 관직 등                                      | 수상일           | 비고                         |
| -------------------------------- | -------------------------------------------- | ---------------- | ---------------------------- |
| 메이지 천황                      | 천황                                         | 1875년 12월 31일 | 훈장제정에 해당하는 자가패용 |
| 아리스가와노미야 다카히토 친왕   | 황전강구소총재                               | 1875년 12월 31일 | 황족                         |
| 아리스가와노미야 다케히토 친왕   | 원수해군대장, 군사참사관                     | 1875년 12월 31일 | 황족                         |
| 아리스가와노미야 다루히토 친왕   | 육군대장, 참모총장                           | 1875년 12월 31일 | 황족                         |
| 가초노미야 히로쓰네 친왕         | 해군소장                                     | 1875년 12월 31일 | 황족                         |
| 기타시라카와노미야 요시히사 친왕 | 육군대장, 근위사단장                         | 1875년 12월 31일 | 황족                         |
| 구니노미야 아사히코 친왕         | 신궁제주                                     | 1875년 12월 31일 | 황족                         |
| 고마쓰노미야 아키히토 친왕       | 원수육군대장, 참모총장                       | 1875년 12월 31일 | 황족                         |
| 나시모토노미야 모리오사 친왕     | 상야태수                                     | 1875년 12월 31일 | 황족                         |
| 후시미노미야 사다나루 친왕       | 원수육군대장, 제1사단장                      | 1875년 12월 31일 | 황족                         |
| 야마시나노미야 아키라 친왕       | 의정, 치부경                                 | 1875년 12월 31일 | 황족                         |
| 김수한                           | 제15대 국회의장                              | 1999년           | 국회의장                     |
| 이와쿠라 도모미                  | 우대신                                       | 1876년 12월 29일 | 공작                         |
| 산조 사네토미                    | 공작, 태정대신                               | 1876년 12월 29일 | 공작                         |
| 기도 다카요시                    | 참의                                         | 1877년 5월 24일  | 사족 (조슈)                  |
| 이토 히로부미                    | 공작, 초대 내각총리대신                      | 1877년 11월 2일  | 사족 (조슈)                  |
| 오키 다카토                      | 백작, 추밀원의장                             | 1877년 11월 2일  | 사족 (사가)                  |
| 오쿠보 도시미치                  | 내무경, 贈우대신                             | 1877년 11월 2일  | 사족 (사쓰마)                |
| 오쿠마 시게노부                  | 후작, 제8?17대 내각총리대신                  | 1877년 11월 2일  | 사족 (사가)                  |
| 가와무라 스미요시                | 백작, 해군대장                               | 1877년 11월 2일  | 사족 (사쓰마)                |
| 구로다 기요타카                  | 백작, 해군중장, 제2대 내각총리대신           | 1877년 11월 2일  | 사족 (사쓰마)                |
| 데라시마 무네노리                | 백작, 참의, 외무경                           | 1877년 11월 2일  | 사족 (사쓰마)                |
| 야마가타 아리토모                | 공작, 원수육군대장, 제3?9대 내각 총리대신    | 1877년 11월 2일  |                              |
| 도쿠다이지 사네쓰네              | 공작, 내대신                                 | 1877년 11월 22일 | 공작가                       |
| 이노우에 가오루                  | 후작, 외무대신                               | 1879년 2월 10일  | 사족 (조슈)                  |
| 야마다 아키요시                  | 백작, 육군중장, 사법대신                     | 1879년 11월 1일  | 사족 (조슈)                  |
| 嵯峨?愛                          | 의정, 형부경, 교부경                         | 1880년 11월 2일  | 공작가                       |
| 中御門?之                        | 후작, 대납언                                 | 1880년 11월 2일  | 공작가                       |
| 나카야마 다다야스                | 후작, 권대납언                               | 1880년 11월 2일  | 공작가                       |
| 사이고 주도                      | 후작, 원수해군대장, 해군대신                 | 1876년 9월 23일  | 사족                         |
| 伊地知正治                       | 백작, 참의                                   | 1881년 7월 15일  | 사족 (사쓰마)                |
| 시마즈 히사미쓰                  | 공작, 좌대신                                 | 1881년 7월 15일  | 사족 (사쓰마)                |
| 구조 미치타카                    | 공작, 좌대신                                 | 1881년 7월 15일  | 공작가                       |
| 소에지마 다네오미                | 백작, 내무대신                               | 1881년 7월 22일  | 사족 (사가)                  |
| 마쓰카타 마사요시                | 공작, 제4?6대 내각총리대신                   | 1881년 7월 22일  | 사족 (사쓰마)                |
| 오야마 이와오                    | 공작, 원수육군대장, 육군대신                 | 1882년 11월 1일  | 사족 (사쓰마)                |
| 사사키 다가유키                  | 후작, 참의, 공부경                           | 1882년 11월 1일  | 사족 (도사)                  |
| 사노 쓰네타미                    | 백작, 농상무대신                             | 1882년 11월 1일  | 사족 (사가)                  |
| 후쿠오카 타가치카                | 자작, 문부경                                 | 1882년 11월 1일  | 사족 (도사)                  |
| 고노에 다다히로                  | 좌대신, 관백                                 | 1885년 4월 2일   | 공작가                       |
| 에노모토 다케아키                | 자작, 해군중장, 외무대신                     | 1886년 3월 11일  | 사족 (막신)                  |
| 다니 다데키                      | 자작, 육군중장, 농상무 대신                  | 1886년 3월 11일  | 사족 (도사)                  |
| 모리 아리노리                    | 자작, 문부대신                               | 1886년 3월 11일  | 사족 (사쓰마)                |
| 히지가타 히사모토                | 백작, 궁내대신                               | 1887년 10월 25일 | 사족 (도사)                  |
| 이토 스게마로                    | 자작, 해군중장, 해군병학교장                 | 1887년 11월 2일  | 사족 (사쓰마)                |
| 다카시마 도모노스케              | 자작, 육군중장, 육군대신                     | 1887년 11월 2일  | 사족 (사쓰마)                |
| 미요시 시게오미                  | 자작, 육군중장, 추밀고문관                   | 1887년 11월 2일  | 사족 (조슈)                  |
| 아카마츠 노리요시                | 남작, 해군중장, 요코스카 진수부사령장관      | 1889년 5월 29일  | 사족 (막신)                  |
| 나카무타 구라노스케              | 자작, 해군중장, 해군군령부장                 | 1889년 5월 29일  | 사족 (사가)                  |
| 야나기 와라사키미츠              | 백작, 원로원의장                             | 1889년 5월 29일  | 공작가                       |
| 마쓰다이라 슌가쿠                | 구 후쿠이번주, 민부경, 대장경                | 1889년 5월 29일  | 사족 (후쿠이)                |
| 고토 쇼지로                      | 백작, 농상무대신                             | 1889년 12월 27일 | 사족 (도사)                  |
| 아사노 나가고토                  | 후작, 구 히로시마번주                        | 1890년 10월 21일 | 사족 (히로시마)              |
| 시마즈 다다요시                  | 공작, 구 사쓰마번주, 참의                    | 1890년 10월 21일 | 사족 (사쓰마)                |
| 다테 무네나리                    | 구 우와지마번주, 대장경                      | 1890년 10월 21일 | 사족 (우와지마)              |
| 모리 모토노리                    | 공작, 구 조슈번주, 참의                      | 1890년 10월 21일 | 사족 (조슈)                  |
| 아오키 슈조                      | 자작, 외무대신                               | 1894년 8월 29일  | 사족 (조슈)                  |
| 이토 스케유키                    | 백작, 원수해군대장                           | 1895년 8월 5일   | 사족 (사쓰마)                |
| 가바야마 스케노리                | 백작, 해군대장, 해군대신                     | 1895년 8월 5일   | 사족 (사쓰마)                |
| 가와가미 소로쿠                  | 육군대장, 참모총장                           | 1895년 8월 5일   | 사족 (사쓰마)                |
| 노즈 미치쓰라                    | 후작, 원수육군대장                           | 1895년 8월 5일   | 사족 (사쓰마)                |
| 사쿠마 사마타                    | 백작, 육군대장                               | 1895년 8월 20일  | 사족 (조슈)                  |
| 무쓰 무네미쓰                    | 백작, 외무대신                               | 1895년 8월 20일  | 사족 (기슈)                  |
| 야마지 모토하루                  | 자작, 육군중장, 서부도감                     | 1895년 8월 20일  | 사족 (도사)                  |
| 오토리 게이스케                  | 남작, 추밀고문관                             | 1895년 10월 31일 | 사족 (막신)                  |
| 가가와 게이조                    | 백작, 황태후 궁대부                          | 1895년 10월 31일 | 사족 (미토)                  |
| 사이온지 긴모치                  | 공작, 제12?14대 내각총리대신                 | 1896년 6월 5일   | 공작가                       |
| 마쓰다이라 노리가타              | 백작, 구 오쿠토노 번주, 상훈국 총재          | 1896년 6월 30일  | 사족 (오쿠토노)              |
| 이타가키 다이스케                | 백작, 내무대신                               | 1896년 9월 29일  | 사족 (도사)                  |
| 히로하타 다타아야                | 후작, 내대신                                 | 1897년 2월 18일  | 공작가                       |
| 나베시마 나오히로                | 후작, 구 사가번주                            | 1897년 6월 30일  | 사족 (사가)                  |
| 구로카와 미치노리                | 남작, 육군중장, 제4사단장                    | 1897년 10월 20일 | 사족 (코마츠)                |
| 야마오 요조                      | 자작, 법제국장관                             | 1898년 1월 31일  | 사족 (조슈)                  |
| 渡?昇                            | 자작, 오사쿠 부 지사, 회계검사원장           | 1898년 3월 29일  | 사족 (오무라)                |
| 尾崎忠治                         | 남작, 대심원장                               | 1898년 12월 28일 | 사족 (도사)                  |
| 勝安芳                           | 백작, 해군경                                 | 1898년 12월 28일 | 사족 (막신)                  |
| 田中不二?                        | 자작, 사법대신                               | 1898년 12월 28일 | 사족 (오와리)                |
| 花房義質                         | 자작, 추밀고문관                             | 1898년 12월 28일 | 사족 (岡山)                  |
| 東久世通禧                       | 백작, 귀족원副의장, 추밀원 부의장            | 1898년 12월 28일 | 공작가                       |
| 西?二?                           | 남작, 외무대신                               | 1899년 12월 27일 | 사족 (사쓰마)                |
| 林董                             | 백작, 외무대신                               | 1899년 12월 27일 | 사족 (사쿠라)                |
| 品川?二?                         | 자작, 내무대신                               | 1900년 2월 26일  | 사족 (조슈) 사후 추증        |
| 山田信道                         | 남작, 농상무대신                             | 1900년 3월 11일  | 사족 (구마모토) 사후 추증    |
| 田中光?                          | 백작, 육군 소장, 궁내대신                    | 1900년 5월 10일  | 사족 (도사)                  |
| 仁?景範                          | 자작, 해군중장, 해군대신                     | 1900년 11월 21일 | 사족 (사쓰마)                |
| 東?平八?                         | 후작, 원수해군대장                           | 1901년 7월 19일  | 사족 (사쓰마)                |
| 山口素臣                         | 자작, 육군대장, 제5사단장                    | 1901년 7월 19일  | 사족 (조슈)                  |
| ??璣                             | 자작, 청나라주재 전권공사                    | 1901년 9월 30일  | 사족 (조슈)                  |
| 桂太?                            | 공작, 육군대장, 제11?13?15대 내각총리대신    | 1901년 12월 27일 | 사족 (조슈)                  |
| 河??孝                           | 자작, 시종장                                 | 1901년 12월 27일 | 사족 (조슈)                  |
| 鮫島員規                         | 남작, 해군대장                               | 1901년 12월 27일 | 사족 (사쓰마)                |
| 寺?正毅                          | 백작, 원수육군대장, 제18대 내각총리대신      | 1901년 12월 27일 | 사족 (조슈)                  |
| 楠本正隆                         | 남작, 도쿄부지사, 중의원 의장                | 1902년 2월 7일   | 사족 (오무라)                |
| ?海忠勝                          | 남작, 내무대신                               | 1902년 2월 27일  | 사족 (조슈)                  |
| ?玉源太?                         | 백작, 육군대장, 육군대신                     | 1902년 2월 27일  | 사족 (조슈)                  |
| 小村?太?                         | 후작, 외무대신                               | 1902년 2월 27일  | 사족 (오비)                  |
| 芳川?正                          | 백작, 내무대신                               | 1902년 2월 27일  | 사족 (도쿠시마)              |
| 鳥尾小?太                        | 자작, 육군중장, 근위도감                     | 1902년 6월 30일  | 사족 (조슈)                  |
| 岡?精                            | 자작, 육군대장, 시종무관장                   | 1902년 12월 3일  | 사족 (조슈)                  |
| 海江田信義                       | 자작, 추밀고문관                             | 1902년 12월 27일 | 사족 (사쓰마)                |
| 九鬼隆一                         | 남작, 추밀고문관                             | 1902년 12월 27일 | 사족 (산다)                  |
| 細川潤次?                        | 남작, 추밀고문관                             | 1902년 12월 27일 | 사족 (도사)                  |
| 久我建通                         | 내대신                                       | 1903년 9월 26일  | 공작가                       |
| 伊東巳代治                       | 백작, 농상무대신                             | 1903년 12월 26일 | 사족 (오무라)                |
| 三宮義胤                         | 남작, 식부장관                               | 1903년 12월 26일 | 滋賀                         |
| 蜂須賀茂韶                       | 후작, 구 도쿠시마번주, 귀족원의장            | 1903년 12월 27일 | 사족 (도쿠시마)              |
| 永山武四?                        | 남작, 육군중장, 제7사단장                    | 1904년 5월 27일  | 사족 (사쓰마)                |
| 岩村通俊                         | 남작, 농상무대신                             | 1904년 6월 23일  | 사족 (도사)                  |
| 渡?千秋                          | 자작, 궁내대신                               | 1904년 6월 28일  | 사족 (수와)                  |
| 岩倉具定                         | 공작, 궁내대신                               | 1904년 12월 27일 | 공작가                       |
| 杉孫七?                          | 자작, 추밀고문관                             | 1904년 12월 27일 | 사족 (조슈)                  |
| 松村務本                         | 육군중장                                     | 1905년 2월 4일   | 사족 (가가)                  |
| ?保鞏                            | 백작, 원수육군대장, 참모총장                 | 1905년 5월 30일  | 사족 (小倉)                  |
| ?木?楨                           | 백작, 육군대장                               | 1905년 5월 30일  | 사족 (사쓰마)                |
| 장谷川好道                       | 백작, 원수육군대장, 참모총장                 | 1905년 5월 30일  | 사족 (조슈)                  |
| 林友幸                           | 백작, 추밀고문관                             | 1905년 6월 24일  | 사족 (조슈)                  |
| 佐?左仲                          | 해군조선총감                                 | 1905년 10월 9일  | 사족 (가가)                  |
| 井上良馨                         | 자작, 원수해군대장                           | 1905년 11월 30일 | 사족 (사쓰마)                |
| 角田秀松                         | 해군중장                                     | 1905년 12월 13일 | 회진                         |
| 高崎正風                         | 남작, 추밀고문관                             | 1905년 12월 22일 | 사족 (사쓰마)                |
| 野崎貞澄                         | 남작, 육군중장, 제6사단장                    | 1906년 1월 8일   | 사족 (사쓰마)                |
| ?田信興                          | 남작, 육군대장, 교육총감                     | 1906년 4월 1일   | 사족 (川越)                  |
| 新井晴簡                         | 육군중장                                     | 1906년 4월 1일   | 兵庫                         |
| 有馬新一                         | 남작, 해군중장, 제一艦隊사령장관             | 1906년 4월 1일   | 사족 (사쓰마)                |
| 飯田俊助                         | 남작, 육군중장, 제1사단장                    | 1906년 4월 1일   | 조슈                         |
| 石?忠悳                          | 자작, 육군군의총감, 추밀고문관               | 1906년 4월 1일   |                              |
| 石本新六                         | 남작, 육군중장, 육군대신                     | 1906년 4월 1일   | 사족 (?路)                   |
| 伊集院五?                        | 남작, 원수해군대장                           | 1906년 4월 1일   | 사족 (사쓰마)                |
| 伊?知好成                        | 남작, 육군중장, 제6사단장                    | 1906년 4월 1일   |                              |
| 井上勝之助                       | 후작, 종질료총재                             | 1906년 4월 1일   |                              |
| 井上光                           | 남작, 육군대장, 제4사단장                    | 1906년 4월 1일   |                              |
| 井上勝                           | 자작, 철도국 장관                            | 1906년 4월 1일   |                              |
| 茨木惟昭                         | 남작, 육군중장, 제6사단장                    | 1906년 4월 1일   |                              |
| 上田有?                          | 남작, 육군대장, 주선주재 답군 사령관         | 1906년 4월 1일   |                              |
| ?田康哉                          | 남작, 해군대장                               | 1906년 4월 1일   | 사족 (구마모토)              |
| 瓜生外吉                         | 남작, 해군대장, 요코스카 진수부 사령장관     | 1906년 4월 1일   |                              |
| 江木千之                         | 문부대신                                     | 1906년 4월 1일   |                              |
| 大浦兼武                         | 자작, 내무대신                               | 1906년 4월 1일   |                              |
| 大久保春野                       | 남작, 육군대장, 한국 주재 답군 사령관        | 1906년 4월 1일   |                              |
| 대장平三                         | 남작, 육군중장, 군마 보충부 본부장           | 1906년 4월 1일   |                              |
| 大迫?敏                          | 자작, 육군대장, 학습원장                     | 1906년 4월 1일   |                              |
| 大島久直                         | 자작, 육군대장, 교육총감                     | 1906년 4월 1일   |                              |
| 大島義昌                         | 자작, 육군대장, ?東도감                      | 1906년 4월 1일   |                              |
| 大森鍾一                         | 남작, 황후 궁대부                            | 1906년 4월 1일   |                              |
| 小川又次                         | 자작, 육군대장, 제4사단장                    | 1906년 4월 1일   |                              |
| 沖原光孚                         | 남작, 육군중장, 제15사단장                   | 1906년 4월 1일   |                              |
| 小?武雄                          | 남작, 육군중장, 참모본부장                   | 1906년 4월 1일   |                              |
| 小野田元?                        | 내무성 경보국장, 귀족원 의원                 | 1906년 4월 1일   |                              |
| 片岡七?                          | 남작, 해군대장, 연합함대 사령장관            | 1906년 4월 1일   |                              |
| 加藤弘之                         | 남작, 추밀고문관                             | 1906년 4월 1일   |                              |
| 金子堅太?                        | 백작, 사법대신                               | 1906년 4월 1일   | 사족 (후쿠오카)              |
| 上村彦之丞                       | 남작, 해군대장, 연합함대 사령장관            | 1906년 4월 1일   |                              |
| 木越安綱                         | 남작, 육군중장, 육군대신                     | 1906년 4월 1일   |                              |
| ?浦奎吾                          | 백작, 제23대 내각총리대신                    | 1906년 4월 1일   |                              |
| 栗野?一?                         | 자작, 추밀고문관                             | 1906년 4월 1일   |                              |
| ??義門                           | 남작, 육군중장, 제7사단장                    | 1906년 4월 1일   |                              |
| ?田?綱                           | 자작, 추밀고문관                             | 1906년 4월 1일   |                              |
| 小池正直                         | 남작, 육군군의 총감, 야전위생 장관           | 1906년 4월 1일   |                              |
| ?所篤                            | 자작, 나라현 지사                            | 1906년 4월 1일   |                              |
| ?藤?                             | 자작, 해군대장, 제30대 내각총리대신          | 1906년 4월 1일   |                              |
| 阪井重季                         | 남작, 육군중장, 유수 제1사단장               | 1906년 4월 1일   |                              |
| 阪谷芳?                          | 자작, 대장대신                               | 1906년 4월 1일   |                              |
| ?吉安純                          | 자작, 해군군의총감, 해군의무국장             | 1906년 4월 1일   |                              |
| 鮫島重雄                         | 남작, 육군대장, 제14사단장                   | 1906년 4월 1일   |                              |
| ?屋方?                           | 육군중장                                     | 1906년 4월 1일   |                              |
| 柴野義?                          | 육군중장                                     | 1906년 4월 1일   |                              |
| 柴山矢八                         | 남작, 해군대장, 연합함대 사령장관            | 1906년 4월 1일   |                              |
| 周布公平                         | 남작, 가나가와 현 지사                       | 1906년 4월 1일   |                              |
| 勝田四方?                        | 남작, 육군중장, 도쿄 만 요새사령관           | 1906년 4월 1일   |                              |
| 末松謙澄                         | 자작, 내무대신                               | 1906년 4월 1일   |                              |
| 千家尊福                         | 남작, 사법대신                               | 1906년 4월 1일   |                              |
| 曾我祐準                         | 자작, 육군중장, 참모차장                     | 1906년 4월 1일   |                              |
| 曾?荒助                          | 자작, 대장대신                               | 1906년 4월 1일   |                              |
| 園田安賢                         | 남작, 홋카이도청 장관                        | 1906년 4월 1일   |                              |
| 高崎親章                         | 오사카부 지사                                | 1906년 4월 1일   |                              |
| 高平小五?                        | 남작, 외무차관                               | 1906년 4월 1일   |                              |
| 立見?文                          | 남작, 육군대장, 제8사단장                    | 1906년 4월 1일   |                              |
| 田?輝?                           | 三重현지사                                   | 1906년 4월 1일   |                              |
| 塚本勝嘉                         | 남작, 육군중장, 제9사단장                    | 1906년 4월 1일   |                              |
| 土屋光春                         | 남작, 육군대장, 제4사단장                    | 1906년 4월 1일   |                              |
| 出羽重遠                         | 남작, 해군대장, 연합함대 사령장관            | 1906년 4월 1일   |                              |
| 도쿠가와家達                     | 공작, 귀족원의장, 도쿠가와씨제16대 당주      | 1906년 4월 1일   | 사족 (도쿠가와)              |
| 中村?                            | 남작, 육군대장, 시종무관장                   | 1906년 4월 1일   |                              |
| 中村雄次?                        | 남작, 육군중장, 궁내대신                     | 1906년 4월 1일   |                              |
| 鍋島幹                           | 남작, ?島현지사                              | 1906년 4월 1일   |                              |
| 奈良原繁                         | 남작, 오키나와현 지사                        | 1906년 4월 1일   |                              |
| 西?二?                           | 자작, 육군대장, 교육총감                     | 1906년 4월 1일   |                              |
| 西島助義                         | 남작, 육군중장, 제2사단장                    | 1906년 4월 1일   |                              |
| 野田豁通                         | 남작, 육군 주계 총감, 야전감독총감           | 1906년 4월 1일   |                              |
| 野村靖                           | 자작, 내무대신                               | 1906년 4월 1일   |                              |
| 橋本綱常                         | 자작, 육군군의총감                           | 1906년 4월 1일   |                              |
| 服部一三                         | 귀족원 의원                                  | 1906년 4월 1일   |                              |
| 林?助                            | 남작, 식부장관                               | 1906년 4월 1일   |                              |
| 原口兼?                          | 남작, 육군중장, 한국주답군사령관             | 1906년 4월 1일   |                              |
| 일高?之丞                        | 남작, 해군대장, 연합함대 사령장관            | 1906년 4월 1일   |                              |
| 平田東助                         | 백작, 내대신                                 | 1906년 4월 1일   |                              |
| 藤井包總                         | 남작, 육군중장, 육군유년교장장, 육지측량부장 | 1906년 4월 1일   | 사족 (빈고)                  |
| 牧野伸?                          | 백작, 내대신                                 | 1906년 4월 1일   | 사족 (사쓰마)                |
| 松岡康毅                         | 남작, 농상무대신                             | 1906년 4월 1일   |                              |
| 松尾臣善                         | 남작, 일본은행총재                           | 1906년 4월 1일   |                              |
| 松平正直                         | 남작, 宮城현지사                             | 1906년 4월 1일   |                              |
| 松田正久                         | 남작, 중의원 의장                            | 1906년 4월 1일   |                              |
| ?鍋斌                            | 남작, 육군중장, 留守제5사단장                | 1906년 4월 1일   |                              |
| 三浦安                           | 도쿄부 지사                                  | 1906년 4월 1일   |                              |
| 三好成行                         | 남작, 육군중장, 근위제1여단장                | 1906년 4월 1일   |                              |
| 村上敬次?                        | 남작, 해군주계총감                           | 1906년 4월 1일   |                              |
| 矢吹秀一                         | 남작, 육군중장, 工兵監                       | 1906년 4월 1일   |                              |
| 山?장人                          | 남작, 육군중장, 유수 제2사단장               | 1906년 4월 1일   |                              |
| 安東貞美                         | 남작, 육군대장, 대만 총독                    | 1906년 4월 12일  |                              |
| 後藤新平                         | 백작, 내무대신                               | 1906년 11월 13일 | 사족 (미즈사와)              |
| 堤正誼                           | 남작, 궁내차관                               | 1907년 2월 8일   |                              |
| 田尻?次?                         | 자작, 회계검사원장                           | 1907년 4월 1일   |                              |
| 福羽美?                          | 자작, 원로원議官                             | 1907년 8월 14일  |                              |
| 珍田捨巳                         | 자작, 시종장                                 | 1907년 9월 14일  |                              |
| 本野一?                          | 자작, 외무대신                               | 1907년 9월 14일  |                              |
| 南部甕男                         | 남작, 대심원 원장                            | 1907년 12월 27일 |                              |
| 도쿠가와慶喜                     | 공작, 제15대 征夷대장군                      | 1908년 4월 30일  | 사족 (도쿠가와)              |
| 松永正敏                         | 남작, 육군중장, 제2사단장                    | 1908년 6월 13일  |                              |
| 都筑馨六                         | 남작, 추밀고문관                             | 1908년 8월 4일   |                              |
| 岡崎生三                         | 남작, 육군중장, 제13사단장                   | 1908년 12월 1일  |                              |
| 本田親雄                         | 남작, 추밀고문관                             | 1909년 3월 1일   |                              |
| 由利公正                         | 자작, 도쿄부지사                             | 1909년 4월 28일  | 사족 (후쿠이현) 사후 추증    |
| 山縣伊三?                        | 공작, ?信대신                                | 1909년 7월 21일  |                              |
| 安保?康                          | 남작, 해군중장, 구레 진부수 사령장관         | 1909년 10월 27일 |                              |
| 原田一道                         | 남작, 육군 소장, 錦?間祗候                   | 1910년 12월 9일  |                              |
| 相浦紀道                         | 남작, 해군중장, 요코스카 진수부 사령장관     | 1911년 4월 1일   |                              |
| 岩佐純                           | 남작, 시의                                   | 1911년 5월 13일  |                              |
| 石塚英?                          | 대만총독                                     | 1911년 6월 13일  |                              |
| 柴田家門                         | 문부대신                                     | 1911년 6월 13일  |                              |
| 松永正敏                         | 남작, 육군중장, 제2사단장                    | 1911년 6월 13일  |                              |
| 安?伴一?                         | 추밀고문관                                   | 1911년 6월 13일  |                              |
| 加藤高明                         | 백작, 제24대 내각총리대신                    | 1911년 8월 24일  | 사족 (오와리)                |
| 山座円次?                        | 외교관, 특명 전권대사                        | 1911년 8월 24일  |                              |